# Championnat du monde junior féminin de handball 2010
Navigation
Édition précédente Édition suivante
Le championnat du monde junior féminin de handball 2010 est la 17e édition du tournoi. Il s'est déroulé en Corée du Sud du 17 juillet au 31 juillet 2010.
La finale a été remportée par la Norvège face à la Russie sur le score de 30-21.

## Présentation
Au tour préliminaire, les 24 équipes qualifiées sont réparties dans 4 poules du 6 équipes. Les trois premières équipes de chaque groupe sont qualifiées pour le tour principal tandis que les trois derniers jouent des matchs de classement sous forme de tournois de 4 équipes.
Les équipes terminant aux deux premières places de chaque groupe du tour principal sont qualifiées pour les demi-finales.

## Tour préliminaire

### Groupe A
| Rang | Équipe    | Pts | J | G | N | P | Bp  | Bc  | Diff |
| ---- | --------- | --- | - | - | - | - | --- | --- | ---- |
| 1    | Norvège   | 10  | 5 | 5 | 0 | 0 | 168 | 114 | +54  |
| 2    | Allemagne | 7   | 5 | 3 | 1 | 1 | 146 | 122 | +24  |
| 3    | Serbie    | 6   | 5 | 3 | 0 | 2 | 164 | 127 | +37  |
| 4    | France    | 5   | 5 | 2 | 1 | 2 | 145 | 113 | +32  |
| 5    | Tunisie   | 2   | 5 | 1 | 0 | 4 | 142 | 176 | −34  |
| 6    | Groenland | 0   | 5 | 0 | 0 | 5 | 85  | 198 | −113 |

| 17 juillet 2010 15h00 | Norvège     | 43–24   | Tunisie         | Bicgoeul Gym, Gwangju Affluence : 150 Arbitrage : Carmen, Duta |
| 17 juillet 2010 15h00 | Nora Mørk 8 | (24–10) | Asma Elghaoui 6 | Bicgoeul Gym, Gwangju Affluence : 150 Arbitrage : Carmen, Duta |
| 17 juillet 2010 15h00 | ×2          | Rapport | ×3 ×2           | Bicgoeul Gym, Gwangju Affluence : 150 Arbitrage : Carmen, Duta |

| 17 juillet 2010 17h00 | France                         | 47–12   | Groenland    | Bicgoeul Gym, Gwangju Affluence : 200 Arbitrage : Al Suwaidi, Bamutref |
| 17 juillet 2010 17h00 | de la Breteche, Minko, Cissé 8 | (25–4)  | 4 joueuses 2 | Bicgoeul Gym, Gwangju Affluence : 200 Arbitrage : Al Suwaidi, Bamutref |
| 17 juillet 2010 17h00 | ×3 ×1                          | Rapport | ×3           | Bicgoeul Gym, Gwangju Affluence : 200 Arbitrage : Al Suwaidi, Bamutref |

| 17 juillet 2010 19h00 | Allemagne       | 29–27   | Serbie              | Bicgoeul Gym, Gwangju Affluence : 500 Arbitrage : Volodkov, Zotin |
| 17 juillet 2010 19h00 | Ina Grossmann 7 | (13–13) | Jelena Trifunović 8 | Bicgoeul Gym, Gwangju Affluence : 500 Arbitrage : Volodkov, Zotin |
| 17 juillet 2010 19h00 | ×3              | Rapport | ×3 ×4               | Bicgoeul Gym, Gwangju Affluence : 500 Arbitrage : Volodkov, Zotin |

| 18 juillet 2010 15h00 | Tunisie         | 25–29   | France              | Bicgoeul Gym, Gwangju Affluence : 150 Arbitrage : Al Marzouqi, Al Nuaimi |
| 18 juillet 2010 15h00 | Asma Elghaoui 8 | (11–13) | Estelle Nze Minko 5 | Bicgoeul Gym, Gwangju Affluence : 150 Arbitrage : Al Marzouqi, Al Nuaimi |
| 18 juillet 2010 15h00 | ×3 ×1           | Rapport | ×3 ×4               | Bicgoeul Gym, Gwangju Affluence : 150 Arbitrage : Al Marzouqi, Al Nuaimi |

| 18 juillet 2010 17h00 | Serbie            | 25–27   | Norvège     | Bicgoeul Gym, Gwangju Affluence : 175 Arbitrage : Herczeg, Sudi |
| 18 juillet 2010 17h00 | Jelena Živković 9 | (11–15) | Nora Mørk 7 | Bicgoeul Gym, Gwangju Affluence : 175 Arbitrage : Herczeg, Sudi |
| 18 juillet 2010 17h00 | ×3 ×2             | Rapport | ×3 ×2       | Bicgoeul Gym, Gwangju Affluence : 175 Arbitrage : Herczeg, Sudi |

| 18 juillet 2010 19h00 | Groenland       | 12–36   | Allemagne       | Bicgoeul Gym, Gwangju Affluence : 110 Arbitrage : Elsayed, Zidan |
| 18 juillet 2010 19h00 | Mia Rasmussen 5 | (3–16)  | Ina Grossmann 7 | Bicgoeul Gym, Gwangju Affluence : 110 Arbitrage : Elsayed, Zidan |
| 18 juillet 2010 19h00 | ×2              | Rapport | ×2 ×4           | Bicgoeul Gym, Gwangju Affluence : 110 Arbitrage : Elsayed, Zidan |

| 19 juillet 2010 15h00 | Norvège             | 38–19   | Groenland       | Bicgoeul Gym, Gwangju Arbitrage : Al Marzouqi, Al Nuaimi |
| 19 juillet 2010 15h00 | Kristin Nørstebø 10 | (15–10) | Mia Rasmussen 8 | Bicgoeul Gym, Gwangju Arbitrage : Al Marzouqi, Al Nuaimi |
| 19 juillet 2010 15h00 | ×3 ×2               | Rapport | ×3 ×1           | Bicgoeul Gym, Gwangju Arbitrage : Al Marzouqi, Al Nuaimi |

| 19 juillet 2010 17h00 | France            | 25–25   | Allemagne      | Bicgoeul Gym, Gwangju Affluence : 500 Arbitrage : Herczeg, Sudi |
| 19 juillet 2010 17h00 | Marie Prudhomme 8 | (14–14) | Marlene Zapf 7 | Bicgoeul Gym, Gwangju Affluence : 500 Arbitrage : Herczeg, Sudi |
| 19 juillet 2010 17h00 | ×3 ×2             | Rapport | ×2 ×3          | Bicgoeul Gym, Gwangju Affluence : 500 Arbitrage : Herczeg, Sudi |

| 19 juillet 2010 19h00 | Tunisie           | 32–47   | Serbie                 | Bicgoeul Gym, Gwangju Arbitrage : Coulibaly, Diabate |
| 19 juillet 2010 19h00 | Nesrine Daoula 11 | (13–18) | Živković, Trifunović 9 | Bicgoeul Gym, Gwangju Arbitrage : Coulibaly, Diabate |
| 19 juillet 2010 19h00 | ×3                | Rapport | ×3 ×4                  | Bicgoeul Gym, Gwangju Arbitrage : Coulibaly, Diabate |

| 21 juillet 2010 15h00 | France          | 21–26   | Serbie           | Bicgoeul Gym, Gwangju Affluence : 100 Arbitrage : Carmen, Duta |
| 21 juillet 2010 15h00 | Élodie Manach 6 | (7–16)  | Dragana Cvijić 8 | Bicgoeul Gym, Gwangju Affluence : 100 Arbitrage : Carmen, Duta |
| 21 juillet 2010 15h00 | ×3              | Rapport | ×2 ×4            | Bicgoeul Gym, Gwangju Affluence : 100 Arbitrage : Carmen, Duta |

| 21 juillet 2010 17h00 | Allemagne      | 23–35   | Norvège      | Bicgoeul Gym, Gwangju Affluence : 250 Arbitrage : Coulibaly, Diabate |
| 21 juillet 2010 17h00 | Marlene Zapf 5 | (13–19) | Mari Molid 6 | Bicgoeul Gym, Gwangju Affluence : 250 Arbitrage : Coulibaly, Diabate |
| 21 juillet 2010 17h00 | ×3 ×1          | Rapport | ×1           | Bicgoeul Gym, Gwangju Affluence : 250 Arbitrage : Coulibaly, Diabate |

| 21 juillet 2010 19h00 | Groenland     | 24–38   | Tunisie            | Bicgoeul Gym, Gwangju Affluence : 50 Arbitrage : Al Suwaidi, BAmutref |
| 21 juillet 2010 19h00 | Ivaana Holm 9 | (9–18)  | Elghaoui, Daoula 6 | Bicgoeul Gym, Gwangju Affluence : 50 Arbitrage : Al Suwaidi, BAmutref |
| 21 juillet 2010 19h00 | ×3 ×4         | Rapport | ×3 ×4              | Bicgoeul Gym, Gwangju Affluence : 50 Arbitrage : Al Suwaidi, BAmutref |

| 22 juillet 2010 15h00 | Serbie                      | 39–18   | Groenland     | Bicgoeul Gym, Gwangju Affluence : 300 Arbitrage : Elsayed, Zidan |
| 22 juillet 2010 15h00 | Popovic, Vasic, Radojevic 6 | (20–6)  | Ivaana Holm 4 | Bicgoeul Gym, Gwangju Affluence : 300 Arbitrage : Elsayed, Zidan |
| 22 juillet 2010 15h00 | ×2 ×1                       | Rapport | ×3 ×2         | Bicgoeul Gym, Gwangju Affluence : 300 Arbitrage : Elsayed, Zidan |

| 22 juillet 2010 17h00 | Allemagne                          | 33–23   | Tunisie           | Bicgoeul Gym, Gwangju Affluence : 300 Arbitrage : Volodkov, Zotin |
| 22 juillet 2010 17h00 | Muller, Schirmer, Naidzinavicius 7 | (15–15) | Maroua Dhaouadi 5 | Bicgoeul Gym, Gwangju Affluence : 300 Arbitrage : Volodkov, Zotin |
| 22 juillet 2010 17h00 | ×3 ×2                              | Rapport | ×3 ×1             | Bicgoeul Gym, Gwangju Affluence : 300 Arbitrage : Volodkov, Zotin |

| 22 juillet 2010 19h00 | Norvège     | 25–23   | France         | Bicgoeul Gym, Gwangju Affluence : 500 Arbitrage : Herczeg, Sudi |
| 22 juillet 2010 19h00 | Nora Mørk 7 | (14–14) | Laura Kamdop 7 | Bicgoeul Gym, Gwangju Affluence : 500 Arbitrage : Herczeg, Sudi |
| 22 juillet 2010 19h00 | ×3 ×1       | Rapport | ×3 ×1          | Bicgoeul Gym, Gwangju Affluence : 500 Arbitrage : Herczeg, Sudi |

### Groupe B
| Rang | Équipe       | Pts | J | G | N | P | Bp  | Bc  | Diff |
| ---- | ------------ | --- | - | - | - | - | --- | --- | ---- |
| 1    | Corée du Sud | 10  | 5 | 5 | 0 | 0 | 176 | 131 | +45  |
| 2    | Pays-Bas     | 7   | 5 | 3 | 1 | 1 | 177 | 131 | +46  |
| 3    | Croatie      | 7   | 5 | 3 | 1 | 1 | 151 | 115 | +36  |
| 4    | Argentine    | 4   | 5 | 2 | 0 | 3 | 155 | 152 | +3   |
| 5    | Chine        | 2   | 5 | 1 | 0 | 4 | 111 | 160 | −49  |
| 6    | RD Congo     | 0   | 5 | 0 | 0 | 5 | 101 | 182 | −81  |

| 17 juillet 2010 14h00 | Corée du Sud | 34–19   | Chine               | Yeomju Gymnasium, Gwangju Affluence : 500 Arbitrage : Herczeg, Sudi |
| 17 juillet 2010 14h00 | Lee Eun-bi 6 | (11–8)  | Zhao, Wu, Li, Tao 3 | Yeomju Gymnasium, Gwangju Affluence : 500 Arbitrage : Herczeg, Sudi |
| 17 juillet 2010 14h00 | ×3 ×6        | Rapport | ×2 ×3               | Yeomju Gymnasium, Gwangju Affluence : 500 Arbitrage : Herczeg, Sudi |

| 17 juillet 2010 16h00 | Pays-Bas                 | 23–23   | Croatie             | Yeomju Gymnasium, Gwangju Affluence : 200 Arbitrage : Coulibaly, Diabate |
| 17 juillet 2010 16h00 | Laura van der Heijden 12 | (12–14) | Poljak, Franković 5 | Yeomju Gymnasium, Gwangju Affluence : 200 Arbitrage : Coulibaly, Diabate |
| 17 juillet 2010 16h00 | ×3 ×5                    | Rapport | ×2 ×5               | Yeomju Gymnasium, Gwangju Affluence : 200 Arbitrage : Coulibaly, Diabate |

| 17 juillet 2010 18h00 | Argentine         | 38–19   | RD Congo          | Yeomju Gymnasium, Gwangju Arbitrage : Elsayed, Zidan |
| 17 juillet 2010 18h00 | Luciana Mendoza 9 | (22–10) | Kabedi, Kapende 4 | Yeomju Gymnasium, Gwangju Arbitrage : Elsayed, Zidan |
| 17 juillet 2010 18h00 | ×3 ×2             | Rapport | ×3 ×5             | Yeomju Gymnasium, Gwangju Arbitrage : Elsayed, Zidan |

| 18 juillet 2010 15h00 | RD Congo        | 18–37   | Corée du Sud | Yeomju Gymnasium, Gwangju Affluence : 500 Arbitrage : Volodkov, Zotin |
| 18 juillet 2010 15h00 | Carine Babina 6 | (7–20)  | Jung, Kim 6  | Yeomju Gymnasium, Gwangju Affluence : 500 Arbitrage : Volodkov, Zotin |
| 18 juillet 2010 15h00 | ×3 ×7           | Rapport | ×3 ×4        | Yeomju Gymnasium, Gwangju Affluence : 500 Arbitrage : Volodkov, Zotin |

| 18 juillet 2010 17h00 | Chine          | 23–42   | Pays-Bas          | Yeomju Gymnasium, Gwangju Arbitrage : Christiansen, Lythje |
| 18 juillet 2010 17h00 | Mengying Sun 8 | (11–23) | Estavana Polman 7 | Yeomju Gymnasium, Gwangju Arbitrage : Christiansen, Lythje |
| 18 juillet 2010 17h00 | ×2 ×9          | Rapport | ×3 ×4             | Yeomju Gymnasium, Gwangju Arbitrage : Christiansen, Lythje |

| 18 juillet 2010 19h00 | Croatie        | 30–28   | Argentine          | Yeomju Gymnasium, Gwangju Arbitrage : Al Suwaidi, Bamutref |
| 18 juillet 2010 19h00 | Marija Milić 6 | (15–13) | Luciana Mendoza 10 | Yeomju Gymnasium, Gwangju Arbitrage : Al Suwaidi, Bamutref |
| 18 juillet 2010 19h00 | ×3 ×8          | Rapport | ×3 ×4              | Yeomju Gymnasium, Gwangju Arbitrage : Al Suwaidi, Bamutref |

| 19 juillet 2010 14h10 | Corée du Sud | 35–32   | Croatie          | Yeomju Gymnasium, Gwangju Arbitrage : Christiansen, Lythje |
| 19 juillet 2010 14h10 | Jo Hyo-bi 8  | (20–12) | Katarina Ježić 9 | Yeomju Gymnasium, Gwangju Arbitrage : Christiansen, Lythje |
| 19 juillet 2010 14h10 | ×3 ×8        | Rapport | ×4 ×5            | Yeomju Gymnasium, Gwangju Arbitrage : Christiansen, Lythje |

| 19 juillet 2010 16h10 | Pays-Bas                | 43–25   | Argentine         | Yeomju Gymnasium, Gwangju Arbitrage : Volodkov, Zotin |
| 19 juillet 2010 16h10 | Laura van der Heijden 6 | (22–13) | Luciana Mendoza 8 | Yeomju Gymnasium, Gwangju Arbitrage : Volodkov, Zotin |
| 19 juillet 2010 16h10 | ×3 ×9                   | Rapport | ×3 ×7             | Yeomju Gymnasium, Gwangju Arbitrage : Volodkov, Zotin |

| 19 juillet 2010 18h10 | Chine      | 32–22   | RD Congo                 | Yeomju Gymnasium, Gwangju Arbitrage : Carmen, Duta |
| 19 juillet 2010 18h10 | Wu Nana 10 | (15–9)  | Katete, Kabedi, Laying 4 | Yeomju Gymnasium, Gwangju Arbitrage : Carmen, Duta |
| 19 juillet 2010 18h10 | ×3 ×1      | Rapport | ×3                       | Yeomju Gymnasium, Gwangju Arbitrage : Carmen, Duta |

| 21 juillet 2010 15h00 | Argentine          | 32–36   | Corée du Sud  | Yeomju Gymnasium, Gwangju Arbitrage : Al Marzouqi, Al Nuaimi |
| 21 juillet 2010 15h00 | Luciana Mendoza 10 | (14–20) | Ryu Eun-hee 8 | Yeomju Gymnasium, Gwangju Arbitrage : Al Marzouqi, Al Nuaimi |
| 21 juillet 2010 15h00 | ×2 ×3              | Rapport | ×3            | Yeomju Gymnasium, Gwangju Arbitrage : Al Marzouqi, Al Nuaimi |

| 21 juillet 2010 17h00 | Pays-Bas       | 39–26   | RD Congo      | Yeomju Gymnasium, Gwangju Arbitrage : Elsayed, Zidan |
| 21 juillet 2010 17h00 | Jessy Kramer 7 | (21–13) | Olga Kabedi 8 | Yeomju Gymnasium, Gwangju Arbitrage : Elsayed, Zidan |
| 21 juillet 2010 17h00 | ×3 ×4          | Rapport | ×3 ×6         | Yeomju Gymnasium, Gwangju Arbitrage : Elsayed, Zidan |

| 21 juillet 2010 19h00 | Croatie           | 30–13   | Chine        | Yeomju Gymnasium, Gwangju Arbitrage : Christiansen, Lythje |
| 21 juillet 2010 19h00 | Nataša Janković 5 | (13–6)  | Wei Baogui 5 | Yeomju Gymnasium, Gwangju Arbitrage : Christiansen, Lythje |
| 21 juillet 2010 19h00 | ×3 ×4             | Rapport | ×2 ×3        | Yeomju Gymnasium, Gwangju Arbitrage : Christiansen, Lythje |

| 22 juillet 2010 14h10 | Corée du Sud   | 34–30   | Pays-Bas                | Yeomju Gymnasium, Gwangju Arbitrage : Coulibaly, Diabate |
| 22 juillet 2010 14h10 | Ryu Eun-hee 12 | (16–17) | Laura van der Heijden 8 | Yeomju Gymnasium, Gwangju Arbitrage : Coulibaly, Diabate |
| 22 juillet 2010 14h10 | ×3 ×4          | Rapport | ×3 ×5                   | Yeomju Gymnasium, Gwangju Arbitrage : Coulibaly, Diabate |

| 22 juillet 2010 16h10 | RD Congo        | 16–36   | Croatie          | Yeomju Gymnasium, Gwangju Arbitrage : Carmen, Duta |
| 22 juillet 2010 16h10 | Naomi Kapende 6 | (8–15)  | Jelena Vidović 8 | Yeomju Gymnasium, Gwangju Arbitrage : Carmen, Duta |
| 22 juillet 2010 16h10 | ×2 ×5           | Rapport | ×3               | Yeomju Gymnasium, Gwangju Arbitrage : Carmen, Duta |

| 22 juillet 2010 18h10 | Argentine          | 32–24   | Chine          | Yeomju Gymnasium, Gwangju Arbitrage : Al Suwaidi, Bamutref |
| 22 juillet 2010 18h10 | Salvado, Gambino 6 | (18–13) | Sun Mengying 7 | Yeomju Gymnasium, Gwangju Arbitrage : Al Suwaidi, Bamutref |
| 22 juillet 2010 18h10 | ×2 ×5              | Rapport | ×3 ×6          | Yeomju Gymnasium, Gwangju Arbitrage : Al Suwaidi, Bamutref |

### Groupe C
| Rang | Équipe    | Pts | J | G | N | P | Bp  | Bc  | Diff |
| ---- | --------- | --- | - | - | - | - | --- | --- | ---- |
| 1    | Hongrie   | 9   | 5 | 4 | 1 | 0 | 180 | 86  | +94  |
| 2    | Brésil    | 8   | 5 | 3 | 2 | 0 | 161 | 107 | +54  |
| 3    | Espagne   | 7   | 5 | 3 | 1 | 1 | 149 | 108 | +41  |
| 4    | Japon     | 4   | 5 | 2 | 0 | 3 | 132 | 108 | +24  |
| 5    | Thaïlande | 2   | 5 | 1 | 0 | 4 | 97  | 169 | −72  |
| 6    | Australie | 0   | 5 | 0 | 0 | 5 | 79  | 220 | −141 |

| 17 juillet 2010 15h00 | Hongrie           | 25–25   | Brésil              | Hwa-Jung Tiger Hall, Séoul Arbitrage : Nachevski, Nikolov |
| 17 juillet 2010 15h00 | Anikó Kovacsics 7 | (10–13) | Karoline de Souza 6 | Hwa-Jung Tiger Hall, Séoul Arbitrage : Nachevski, Nikolov |
| 17 juillet 2010 15h00 | ×3 ×4             | Rapport | ×3                  | Hwa-Jung Tiger Hall, Séoul Arbitrage : Nachevski, Nikolov |

| 17 juillet 2010 17h00 | Espagne               | 43–12   | Australie         | Hwa-Jung Tiger Hall, Séoul Arbitrage : Al Mawlani, Al Mizil |
| 17 juillet 2010 17h00 | Marta López Herrero 8 | (22–7)  | Vanja Smiljanic 7 | Hwa-Jung Tiger Hall, Séoul Arbitrage : Al Mawlani, Al Mizil |
| 17 juillet 2010 17h00 | ×3 ×1                 | Rapport | ×2 ×1             | Hwa-Jung Tiger Hall, Séoul Arbitrage : Al Mawlani, Al Mizil |

| 17 juillet 2010 19h00 | Japon        | 37–14   | Thaïlande             | Hwa-Jung Tiger Hall, Séoul Arbitrage : Li, Wang |
| 17 juillet 2010 19h00 | Ayano Sawa 6 | (18–9)  | Nongrueang, Boonnam 3 | Hwa-Jung Tiger Hall, Séoul Arbitrage : Li, Wang |
| 17 juillet 2010 19h00 | ×2 ×1        | Rapport | ×2 ×3                 | Hwa-Jung Tiger Hall, Séoul Arbitrage : Li, Wang |

| 18 juillet 2010 15h00 | Brésil              | 29–29   | Espagne                | Hwa-Jung Tiger Hall, Séoul Arbitrage : Li, Wang |
| 18 juillet 2010 15h00 | Karoline de Souza 8 | (12–13) | Marta López Herrero 12 | Hwa-Jung Tiger Hall, Séoul Arbitrage : Li, Wang |
| 18 juillet 2010 15h00 | ×3 ×2               | Rapport | ×3 ×6                  | Hwa-Jung Tiger Hall, Séoul Arbitrage : Li, Wang |

| 18 juillet 2010 17h00 | Thaïlande         | 11–44   | Hongrie         | Hwa-Jung Tiger Hall, Séoul Arbitrage : Rakytina, Tkatchuk |
| 18 juillet 2010 17h00 | Manmai, Noowong 3 | (3–19)  | Babett Szalai 9 | Hwa-Jung Tiger Hall, Séoul Arbitrage : Rakytina, Tkatchuk |
| 18 juillet 2010 17h00 | ×3                | Rapport | ×3 ×4           | Hwa-Jung Tiger Hall, Séoul Arbitrage : Rakytina, Tkatchuk |

| 18 juillet 2010 19h00 | Australie            | 15–46   | Japon            | Hwa-Jung Tiger Hall, Séoul Arbitrage : Al Mawlani, Al Mizil |
| 18 juillet 2010 19h00 | Victoria Brunsberg 7 | (8–21)  | Ayaka Ikehara 11 | Hwa-Jung Tiger Hall, Séoul Arbitrage : Al Mawlani, Al Mizil |
| 18 juillet 2010 19h00 | ×3 ×6                | Rapport | ×2 ×1            | Hwa-Jung Tiger Hall, Séoul Arbitrage : Al Mawlani, Al Mizil |

| 19 juillet 2010 15h00 | Hongrie         | 51–14   | Australie            | Hwa-Jung Tiger Hall, Séoul Arbitrage : Li, Wang |
| 19 juillet 2010 15h00 | Babett Szalai 8 | (24–5)  | Victoria Brunsberg 8 | Hwa-Jung Tiger Hall, Séoul Arbitrage : Li, Wang |
| 19 juillet 2010 15h00 | ×3 ×2           | Rapport | ×3                   | Hwa-Jung Tiger Hall, Séoul Arbitrage : Li, Wang |

| 19 juillet 2010 17h00 | Espagne        | 21–19   | Japon           | Hwa-Jung Tiger Hall, Séoul Arbitrage : Rakytina, Tkatchuk |
| 19 juillet 2010 17h00 | Ana Martínez 9 | (13–9)  | Ayaka Ikehara 8 | Hwa-Jung Tiger Hall, Séoul Arbitrage : Rakytina, Tkatchuk |
| 19 juillet 2010 17h00 | ×3 ×6          | Rapport | ×2 ×3           | Hwa-Jung Tiger Hall, Séoul Arbitrage : Rakytina, Tkatchuk |

| 19 juillet 2010 19h00 | Brésil            | 35–18   | Thaïlande          | Hwa-Jung Tiger Hall, Séoul Arbitrage : Nachevski, Nikolov |
| 19 juillet 2010 19h00 | Thais Marcondes 5 | (15–5)  | Kadnarin Kangrit 6 | Hwa-Jung Tiger Hall, Séoul Arbitrage : Nachevski, Nikolov |
| 19 juillet 2010 19h00 | ×3 ×2             | Rapport | ×3 ×4              | Hwa-Jung Tiger Hall, Séoul Arbitrage : Nachevski, Nikolov |

| 21 juillet 2010 15h00 | Espagne               | 31–21   | Thaïlande          | Hwa-Jung Tiger Hall, Séoul Arbitrage : Al Mawlani, Al Mizil |
| 21 juillet 2010 15h00 | Marta López Herrero 6 | (15–12) | Ponpimon Boonnam 5 | Hwa-Jung Tiger Hall, Séoul Arbitrage : Al Mawlani, Al Mizil |
| 21 juillet 2010 15h00 | ×3 ×1                 | Rapport | ×3                 | Hwa-Jung Tiger Hall, Séoul Arbitrage : Al Mawlani, Al Mizil |

| 21 juillet 2010 17h00 | Japon        | 11–33   | Hongrie          | Hwa-Jung Tiger Hall, Séoul Arbitrage : Rakytina, Tkatchuk |
| 21 juillet 2010 17h00 | Yui Matsuo 3 | (6–19)  | Gyöngyi Drávai 6 | Hwa-Jung Tiger Hall, Séoul Arbitrage : Rakytina, Tkatchuk |
| 21 juillet 2010 17h00 | ×2           | Rapport | ×3 ×8            | Hwa-Jung Tiger Hall, Séoul Arbitrage : Rakytina, Tkatchuk |

| 21 juillet 2010 19h00 | Australie         | 16–47   | Brésil          | Hwa-Jung Tiger Hall, Séoul Arbitrage : Nachevski, Nikolov |
| 21 juillet 2010 19h00 | Vanja Smiljanic 8 | (7–23)  | Samara Vieira 6 | Hwa-Jung Tiger Hall, Séoul Arbitrage : Nachevski, Nikolov |
| 21 juillet 2010 19h00 | ×3                | Rapport | ×3 ×1           | Hwa-Jung Tiger Hall, Séoul Arbitrage : Nachevski, Nikolov |

| 22 juillet 2010 15h00 | Thaïlande      | 33–22   | Australie         | Hwa-Jung Tiger Hall, Séoul Arbitrage : Li, Wang |
| 22 juillet 2010 15h00 | Vanpen Sila 12 | (17–13) | Vanja Smiljanic 7 | Hwa-Jung Tiger Hall, Séoul Arbitrage : Li, Wang |
| 22 juillet 2010 15h00 | ×3             | Rapport | ×3 ×2             | Hwa-Jung Tiger Hall, Séoul Arbitrage : Li, Wang |

| 22 juillet 2010 17h00 | Japon         | 19–25   | Brésil          | Hwa-Jung Tiger Hall, Séoul Arbitrage : Al Mawlani, Al Mizil |
| 22 juillet 2010 17h00 | Nozomi Hara 4 | (9–8)   | Samara Vieira 8 | Hwa-Jung Tiger Hall, Séoul Arbitrage : Al Mawlani, Al Mizil |
| 22 juillet 2010 17h00 | ×3 ×2         | Rapport | ×3 ×2           | Hwa-Jung Tiger Hall, Séoul Arbitrage : Al Mawlani, Al Mizil |

| 22 juillet 2010 19h00 | Hongrie           | 27–25   | Espagne                    | Hwa-Jung Tiger Hall, Séoul Arbitrage : Nachevski, Nikolov |
| 22 juillet 2010 19h00 | Anikó Kovacsics 9 | (16–11) | López, Escribano, Chávez 5 | Hwa-Jung Tiger Hall, Séoul Arbitrage : Nachevski, Nikolov |
| 22 juillet 2010 19h00 | ×3 ×9 ×1          | Rapport | ×3 ×6                      | Hwa-Jung Tiger Hall, Séoul Arbitrage : Nachevski, Nikolov |

### Groupe D
| Rang | Équipe     | Pts | J | G | N | P | Bp  | Bc  | Diff |
| ---- | ---------- | --- | - | - | - | - | --- | --- | ---- |
| 1    | Monténégro | 10  | 5 | 5 | 0 | 0 | 156 | 104 | +52  |
| 2    | Russie     | 8   | 5 | 4 | 0 | 1 | 174 | 96  | +78  |
| 3    | Suède      | 6   | 5 | 3 | 0 | 2 | 151 | 100 | +51  |
| 4    | Angola     | 4   | 5 | 2 | 0 | 3 | 136 | 124 | +12  |
| 5    | Mexique    | 2   | 5 | 1 | 0 | 4 | 93  | 150 | −57  |
| 6    | Hong Kong  | 0   | 5 | 0 | 0 | 5 | 55  | 191 | −136 |

| 17 juillet 2010 15h00 | Russie     | 24–28   | Monténégro        | Dankook University, Cheonan Affluence : 3 000 Arbitrage : Badura, Ondogrecula |
| 17 juillet 2010 15h00 | Anna Sen 5 | (11–14) | Milena Knežević 9 | Dankook University, Cheonan Affluence : 3 000 Arbitrage : Badura, Ondogrecula |
| 17 juillet 2010 15h00 | ×2 ×5      | Rapport | ×3 ×8 ×1          | Dankook University, Cheonan Affluence : 3 000 Arbitrage : Badura, Ondogrecula |

| 17 juillet 2010 17h00 | Suède             | 42–7    | Hong Kong     | Dankook University, Cheonan Affluence : 500 Arbitrage : Kupa, Mobati |
| 17 juillet 2010 17h00 | Nathalie Hagman 7 | (18–3)  | Cheung, Mak 2 | Dankook University, Cheonan Affluence : 500 Arbitrage : Kupa, Mobati |
| 17 juillet 2010 17h00 | ×3 ×4             | Rapport | ×1 ×2         | Dankook University, Cheonan Affluence : 500 Arbitrage : Kupa, Mobati |

| 17 juillet 2010 19h00 | Angola            | 30–19   | Mexique           | Dankook University, Cheonan Affluence : 600 Arbitrage : Kim, Kim |
| 17 juillet 2010 19h00 | Carlos, Cazanga 6 | (15–9)  | Fernanda Rivera 5 | Dankook University, Cheonan Affluence : 600 Arbitrage : Kim, Kim |
| 17 juillet 2010 19h00 | ×3 ×5             | Rapport | ×3 ×4             | Dankook University, Cheonan Affluence : 600 Arbitrage : Kim, Kim |

| 18 juillet 2010 15h00 | Monténégro             | 23–20   | Suède                | Dankook University, Cheonan Affluence : 800 Arbitrage : Lenci, Grillo |
| 18 juillet 2010 15h00 | Mehmedović, Knežević 5 | (12–10) | Hagman, Fogelström 4 | Dankook University, Cheonan Affluence : 800 Arbitrage : Lenci, Grillo |
| 18 juillet 2010 15h00 | ×3 ×5                  | Rapport | ×3                   | Dankook University, Cheonan Affluence : 800 Arbitrage : Lenci, Grillo |

| 18 juillet 2010 17h00 | Mexique            | 18–37   | Russie               | Dankook University, Cheonan Affluence : 400 Arbitrage : Kupa, Mobati |
| 18 juillet 2010 17h00 | Jenifer Iglesias 4 | (7–16)  | Tchernova, Makeeva 5 | Dankook University, Cheonan Affluence : 400 Arbitrage : Kupa, Mobati |
| 18 juillet 2010 17h00 | ×3 ×6              | Rapport | ×2 ×5                | Dankook University, Cheonan Affluence : 400 Arbitrage : Kupa, Mobati |

| 18 juillet 2010 19h00 | Hong Kong        | 10–36   | Angola          | Dankook University, Cheonan Affluence : 400 Arbitrage : Badura, Ondogrecula |
| 18 juillet 2010 19h00 | Sin Ying Leung 5 | (4–18)  | Magda Cazanga 9 | Dankook University, Cheonan Affluence : 400 Arbitrage : Badura, Ondogrecula |
| 18 juillet 2010 19h00 | ×2               | Rapport | ×1              | Dankook University, Cheonan Affluence : 400 Arbitrage : Badura, Ondogrecula |

| 19 juillet 2010 15h00 | Russie                   | 49–7    | Hong Kong     | Dankook University, Cheonan Affluence : 400 Arbitrage : Lenci, Grillo |
| 19 juillet 2010 15h00 | Anastasia Koudriachova 9 | (27–2)  | Wong, Leung 2 | Dankook University, Cheonan Affluence : 400 Arbitrage : Lenci, Grillo |
| 19 juillet 2010 15h00 | ×3 ×1                    | Rapport | ×3 ×1         | Dankook University, Cheonan Affluence : 400 Arbitrage : Lenci, Grillo |

| 19 juillet 2010 17h00 | Suède              | 27–23   | Angola             | Dankook University, Cheonan Affluence : 400 Arbitrage : Badura, Ondogrecula |
| 19 juillet 2010 17h00 | Nathalie Hagman 11 | (14–7)  | Azenaide Carlos 12 | Dankook University, Cheonan Affluence : 400 Arbitrage : Badura, Ondogrecula |
| 19 juillet 2010 17h00 | ×3                 | Rapport | ×2 ×7              | Dankook University, Cheonan Affluence : 400 Arbitrage : Badura, Ondogrecula |

| 19 juillet 2010 19h00 | Monténégro       | 29–17   | Mexique           | Dankook University, Cheonan Affluence : 250 Arbitrage : Kim, Kim |
| 19 juillet 2010 19h00 | Sanja Premovic 6 | (15–8)  | Yesenia Salinas 5 | Dankook University, Cheonan Affluence : 250 Arbitrage : Kim, Kim |
| 19 juillet 2010 19h00 | ×1 ×2            | Rapport | ×3 ×4             | Dankook University, Cheonan Affluence : 250 Arbitrage : Kim, Kim |

| 21 juillet 2010 15h00 | Suède             | 34–16   | Mexique            | Dankook University, Cheonan Affluence : 300 Arbitrage : Kupa, Mobati |
| 21 juillet 2010 15h00 | Nathalie Hagman 8 | (15–7)  | Salinas, Quezada 3 | Dankook University, Cheonan Affluence : 300 Arbitrage : Kupa, Mobati |
| 21 juillet 2010 15h00 | ×3 ×4             | Rapport | ×3 ×4              | Dankook University, Cheonan Affluence : 300 Arbitrage : Kupa, Mobati |

| 21 juillet 2010 17h00 | Angola          | 15–33   | Russie           | Dankook University, Cheonan Affluence : 300 Arbitrage : Kim, Kim |
| 21 juillet 2010 17h00 | Isabel Guialo 6 | (6–21)  | Irina Nikitina 6 | Dankook University, Cheonan Affluence : 300 Arbitrage : Kim, Kim |
| 21 juillet 2010 17h00 | ×2 ×8           | Rapport | ×2 ×5            | Dankook University, Cheonan Affluence : 300 Arbitrage : Kim, Kim |

| 21 juillet 2010 19h00 | Hong Kong        | 11–41   | Monténégro          | Dankook University, Cheonan Affluence : 300 Arbitrage : Lenci, Grillo |
| 21 juillet 2010 19h00 | Sin Ying Leung 4 | (3–22)  | Jelena Despotović 7 | Dankook University, Cheonan Affluence : 300 Arbitrage : Lenci, Grillo |
| 21 juillet 2010 19h00 | ×3 ×5            | Rapport | ×3                  | Dankook University, Cheonan Affluence : 300 Arbitrage : Lenci, Grillo |

| 22 juillet 2010 15h00 | Mexique           | 23–20   | Hong Kong        | Dankook University, Cheonan Affluence : 200 Arbitrage : Kim, Kim |
| 22 juillet 2010 15h00 | Yesenia Salinas 6 | (8–7)   | Sin Ying Leung 8 | Dankook University, Cheonan Affluence : 200 Arbitrage : Kim, Kim |
| 22 juillet 2010 15h00 | ×1 ×2             | Rapport | ×3 ×4            | Dankook University, Cheonan Affluence : 200 Arbitrage : Kim, Kim |

| 22 juillet 2010 17h00 | Angola            | 32–35   | Monténégro         | Dankook University, Cheonan Affluence : 200 Arbitrage : Lenci, Grillo |
| 22 juillet 2010 17h00 | Rossana Tavares 9 | (14–18) | Milena Knežević 12 | Dankook University, Cheonan Affluence : 200 Arbitrage : Lenci, Grillo |
| 22 juillet 2010 17h00 | ×3 ×5 ×1          | Rapport | ×3 ×8              | Dankook University, Cheonan Affluence : 200 Arbitrage : Lenci, Grillo |

| 22 juillet 2010 19h00 | Russie           | 31–28   | Suède             | Dankook University, Cheonan Affluence : 300 Arbitrage : Badura, Ondogrecula |
| 22 juillet 2010 19h00 | Irina Nikitina 8 | (15–13) | Nathalie Hagman 9 | Dankook University, Cheonan Affluence : 300 Arbitrage : Badura, Ondogrecula |
| 22 juillet 2010 19h00 | ×3 ×5            | Rapport | ×3                | Dankook University, Cheonan Affluence : 300 Arbitrage : Badura, Ondogrecula |

## Tour principal

### Groupe I
| Rang | Équipe       | Pts | J | G | N | P | Bp  | Bc  | Diff |
| ---- | ------------ | --- | - | - | - | - | --- | --- | ---- |
| 1    | Corée du Sud | 10  | 5 | 5 | 0 | 0 | 161 | 140 | +21  |
| 2    | Norvège      | 8   | 5 | 4 | 0 | 1 | 159 | 129 | +30  |
| 3    | Pays-Bas     | 5   | 5 | 2 | 1 | 2 | 144 | 156 | −12  |
| 4    | Allemagne    | 4   | 5 | 2 | 0 | 3 | 129 | 142 | −13  |
| 5    | Serbie       | 2   | 5 | 1 | 0 | 4 | 149 | 157 | −8   |
| 6    | Croatie      | 1   | 5 | 0 | 1 | 4 | 134 | 152 | −18  |

| 24 juillet 2010 15h00 | Serbie            | 30–38   | Corée du Sud | Hwa-Jung Tiger Hall, Séoul Affluence : 1 500 Arbitrage : Volodkov, Zotin |
| 24 juillet 2010 15h00 | Jelena Živković 9 | (10–19) | Jo Hyo-bi 9  | Hwa-Jung Tiger Hall, Séoul Affluence : 1 500 Arbitrage : Volodkov, Zotin |
| 24 juillet 2010 15h00 | ×3                | Rapport | ×3 ×4        | Hwa-Jung Tiger Hall, Séoul Affluence : 1 500 Arbitrage : Volodkov, Zotin |

| 24 juillet 2010 17h00 | Allemagne          | 25–22   | Croatie        | Hwa-Jung Tiger Hall, Séoul Affluence : 1 000 Arbitrage : Rakytina, Tkatchuk |
| 24 juillet 2010 17h00 | Franziska Muller 6 | (12–8)  | Marija Milić 9 | Hwa-Jung Tiger Hall, Séoul Affluence : 1 000 Arbitrage : Rakytina, Tkatchuk |
| 24 juillet 2010 17h00 | ×3                 | Rapport | ×3             | Hwa-Jung Tiger Hall, Séoul Affluence : 1 000 Arbitrage : Rakytina, Tkatchuk |

| 24 juillet 2010 19h00 | Norvège         | 35–21   | Pays-Bas                | Hwa-Jung Tiger Hall, Séoul Affluence : 1 000 Arbitrage : Nachevski, Nikolov |
| 24 juillet 2010 19h00 | Stine Oftedal 7 | (16–11) | Laura van der Heijden 7 | Hwa-Jung Tiger Hall, Séoul Affluence : 1 000 Arbitrage : Nachevski, Nikolov |
| 24 juillet 2010 19h00 | ×3 ×7           | Rapport | ×3 ×7                   | Hwa-Jung Tiger Hall, Séoul Affluence : 1 000 Arbitrage : Nachevski, Nikolov |

| 25 juillet 2010 15h00 | Corée du Sud | 24–22   | Allemagne               | Hwa-Jung Tiger Hall, Séoul Affluence : 1 200 Arbitrage : Herczeg, Sudi |
| 25 juillet 2010 15h00 | Lee Eun-bi 9 | (11–12) | Naidzinavicius, Wenzl 5 | Hwa-Jung Tiger Hall, Séoul Affluence : 1 200 Arbitrage : Herczeg, Sudi |
| 25 juillet 2010 15h00 | ×3           | Rapport | ×3 ×2                   | Hwa-Jung Tiger Hall, Séoul Affluence : 1 200 Arbitrage : Herczeg, Sudi |

| 25 juillet 2010 17h00 | Croatie        | 30–36   | Norvège                | Hwa-Jung Tiger Hall, Séoul Affluence : 500 Arbitrage : Li, Wang |
| 25 juillet 2010 17h00 | Marija Milić 7 | (14–22) | Veronica Kristiansen 8 | Hwa-Jung Tiger Hall, Séoul Affluence : 500 Arbitrage : Li, Wang |
| 25 juillet 2010 17h00 | ×3             | Rapport | ×2 ×1                  | Hwa-Jung Tiger Hall, Séoul Affluence : 500 Arbitrage : Li, Wang |

| 25 juillet 2010 19h00 | Pays-Bas                 | 36–34   | Serbie               | Hwa-Jung Tiger Hall, Séoul Affluence : 200 Arbitrage : Rakytina, Tkatchuk |
| 25 juillet 2010 19h00 | Laura van der Heijden 10 | (15–23) | Cvijić, Trifunović 8 | Hwa-Jung Tiger Hall, Séoul Affluence : 200 Arbitrage : Rakytina, Tkatchuk |
| 25 juillet 2010 19h00 | ×3 ×5                    | Rapport | ×2 ×7                | Hwa-Jung Tiger Hall, Séoul Affluence : 200 Arbitrage : Rakytina, Tkatchuk |

| 27 juillet 2010 15h00 | Norvège           | 26–30   | Corée du Sud | Hwa-Jung Tiger Hall, Séoul Affluence : 1 500 Arbitrage : Volodkov, Zotin |
| 27 juillet 2010 15h00 | Yttereng, Molid 5 | (12–15) | Lee Eun-bi 8 | Hwa-Jung Tiger Hall, Séoul Affluence : 1 500 Arbitrage : Volodkov, Zotin |
| 27 juillet 2010 15h00 | ×3 ×2             | Rapport | ×3 ×2        | Hwa-Jung Tiger Hall, Séoul Affluence : 1 500 Arbitrage : Volodkov, Zotin |

| 27 juillet 2010 17h00 | Serbie             | 33–27   | Croatie        | Hwa-Jung Tiger Hall, Séoul Affluence : 1 000 Arbitrage : Herczeg, Sudi |
| 27 juillet 2010 17h00 | Jelena Živković 12 | (16–12) | Anita Poljak 7 | Hwa-Jung Tiger Hall, Séoul Affluence : 1 000 Arbitrage : Herczeg, Sudi |
| 27 juillet 2010 17h00 | ×2                 | Rapport | ×3 ×4          | Hwa-Jung Tiger Hall, Séoul Affluence : 1 000 Arbitrage : Herczeg, Sudi |

| 27 juillet 2010 19h00 | Allemagne      | 30–34   | Pays-Bas                 | Hwa-Jung Tiger Hall, Séoul Affluence : 200 Arbitrage : Nachevski, Nikolov |
| 27 juillet 2010 19h00 | Marlene Zapf 8 | (15–15) | Laura van der Heijden 10 | Hwa-Jung Tiger Hall, Séoul Affluence : 200 Arbitrage : Nachevski, Nikolov |
| 27 juillet 2010 19h00 | ×3 ×5          | Rapport | ×3 ×8                    | Hwa-Jung Tiger Hall, Séoul Affluence : 200 Arbitrage : Nachevski, Nikolov |

### Groupe II
| Rang | Équipe     | Pts | J | G | N | P | Bp  | Bc  | Diff |
| ---- | ---------- | --- | - | - | - | - | --- | --- | ---- |
| 1    | Monténégro | 8   | 5 | 4 | 0 | 1 | 117 | 106 | +11  |
| 2    | Russie     | 8   | 5 | 4 | 0 | 1 | 149 | 138 | +11  |
| 3    | Hongrie    | 5   | 5 | 2 | 1 | 2 | 119 | 121 | −2   |
| 4    | Suède      | 4   | 5 | 2 | 0 | 3 | 128 | 119 | +9   |
| 5    | Espagne    | 3   | 5 | 1 | 1 | 3 | 111 | 130 | −19  |
| 6    | Brésil     | 2   | 5 | 0 | 2 | 3 | 139 | 149 | −10  |

1. 1 2  Tie-breaker: MNE 28–24 RUS

| 24 juillet 2010 15h00 | Brésil              | 26–33   | Suède              | Yeomju Gymnasium, Gwangju Affluence : 500 Arbitrage : Al Marzouqi, Al Nuaimi |
| 24 juillet 2010 15h00 | Karoline de Souza 8 | (15–17) | Nathalie Hagman 10 | Yeomju Gymnasium, Gwangju Affluence : 500 Arbitrage : Al Marzouqi, Al Nuaimi |
| 24 juillet 2010 15h00 | ×3 ×1               | Rapport | ×3 ×1              | Yeomju Gymnasium, Gwangju Affluence : 500 Arbitrage : Al Marzouqi, Al Nuaimi |

| 24 juillet 2010 17h00 | Espagne        | 24–23   | Monténégro             | Yeomju Gymnasium, Gwangju Arbitrage : Florescu, Duta |
| 24 juillet 2010 17h00 | Ana Martinez 9 | (15–12) | Mehmedovic, Knežević 5 | Yeomju Gymnasium, Gwangju Arbitrage : Florescu, Duta |
| 24 juillet 2010 17h00 | ×2 ×3          | Rapport | ×3                     | Yeomju Gymnasium, Gwangju Arbitrage : Florescu, Duta |

| 24 juillet 2010 19h00 | Hongrie           | 23–26   | Russie              | Yeomju Gymnasium, Gwangju Arbitrage : Christiansen, Lythje |
| 24 juillet 2010 19h00 | Anikó Kovacsics 8 | (14–13) | Tatiana Khmirova 11 | Yeomju Gymnasium, Gwangju Arbitrage : Christiansen, Lythje |
| 24 juillet 2010 19h00 | ×3 ×8             | Rapport | ×3 ×6               | Yeomju Gymnasium, Gwangju Arbitrage : Christiansen, Lythje |

| 25 juillet 2010 15h00 | Monténégro         | 23–22   | Brésil             | Yeomju Gymnasium, Gwangju Arbitrage : Badura, Ondogrecula |
| 25 juillet 2010 15h00 | Majda Mehmedovic 8 | (11–11) | Souza, Rocatelli 4 | Yeomju Gymnasium, Gwangju Arbitrage : Badura, Ondogrecula |
| 25 juillet 2010 15h00 | ×3                 | Rapport | ×3 ×1              | Yeomju Gymnasium, Gwangju Arbitrage : Badura, Ondogrecula |

| 25 juillet 2010 17h00 | Suède             | 25–28   | Hongrie           | Yeomju Gymnasium, Gwangju Arbitrage : Coulibaly, Diabate |
| 25 juillet 2010 17h00 | Nathalie Hagman 6 | (14–16) | Anikó Kovacsics 6 | Yeomju Gymnasium, Gwangju Arbitrage : Coulibaly, Diabate |
| 25 juillet 2010 17h00 | ×3 ×4             | Rapport | ×2 ×1             | Yeomju Gymnasium, Gwangju Arbitrage : Coulibaly, Diabate |

| 25 juillet 2010 19h00 | Russie                   | 29–22   | Espagne        | Yeomju Gymnasium, Gwangju Affluence : 300 Arbitrage : Grillo, Lenci |
| 25 juillet 2010 19h00 | Anastasia Koudriachova 5 | (18–10) | Ana Martinez 7 | Yeomju Gymnasium, Gwangju Affluence : 300 Arbitrage : Grillo, Lenci |
| 25 juillet 2010 19h00 | ×3 ×2                    | Rapport | ×3 ×5          | Yeomju Gymnasium, Gwangju Affluence : 300 Arbitrage : Grillo, Lenci |

| 27 juillet 2010 15h00 | Espagne               | 11–22   | Suède              | Yeomju Gymnasium, Gwangju Affluence : 200 Arbitrage : Badura, Ondogrecula |
| 27 juillet 2010 15h00 | Marta López Herrero 5 | (6–8)   | Nathalie Hagman 11 | Yeomju Gymnasium, Gwangju Affluence : 200 Arbitrage : Badura, Ondogrecula |
| 27 juillet 2010 15h00 | ×3                    | Rapport | ×3 ×2              | Yeomju Gymnasium, Gwangju Affluence : 200 Arbitrage : Badura, Ondogrecula |

| 27 juillet 2010 17h00 | Brésil            | 37–39   | Russie               | Yeomju Gymnasium, Gwangju Affluence : 200 Arbitrage : Coulibaly, Diabate |
| 27 juillet 2010 17h00 | Thais Marcondes 9 | (17–20) | Khmirova, Nikitina 8 | Yeomju Gymnasium, Gwangju Affluence : 200 Arbitrage : Coulibaly, Diabate |
| 27 juillet 2010 17h00 | ×2 ×4             | Rapport | ×3 ×5                | Yeomju Gymnasium, Gwangju Affluence : 200 Arbitrage : Coulibaly, Diabate |

| 27 juillet 2010 19h00 | Hongrie          | 16–20   | Monténégro         | Yeomju Gymnasium, Gwangju Affluence : 200 Arbitrage : Al Marzouqi, Al Nuaimi |
| 27 juillet 2010 19h00 | Gyöngyi Drávai 4 | (8–9)   | Milena Knežević 10 | Yeomju Gymnasium, Gwangju Affluence : 200 Arbitrage : Al Marzouqi, Al Nuaimi |
| 27 juillet 2010 19h00 | ×1 ×2            | Rapport | ×3 ×1              | Yeomju Gymnasium, Gwangju Affluence : 200 Arbitrage : Al Marzouqi, Al Nuaimi |

## Coupe du président

### Tournoi pour la21eà24eplace
|  | Demi-finales de classement | Demi-finales de classement | Demi-finales de classement | Demi-finales de classement |                         |           | Match pour la 21e place   | Match pour la 21e place   | Match pour la 21e place   | Match pour la 21e place   |
|  |                            |                            |                            |                            |                         |           |                           |                           |                           |                           |
|  | 24 juillet 2010 – Cheonan  | 24 juillet 2010 – Cheonan  | 24 juillet 2010 – Cheonan  | 24 juillet 2010 – Cheonan  |                         |           | 26 juillet 2010 – Gwangju | 26 juillet 2010 – Gwangju | 26 juillet 2010 – Gwangju | 26 juillet 2010 – Gwangju |
|  | Groenland                  | Groenland                  | 27                         | 27                         |                         |           | 26 juillet 2010 – Gwangju | 26 juillet 2010 – Gwangju | 26 juillet 2010 – Gwangju | 26 juillet 2010 – Gwangju |
|  | Groenland                  | Groenland                  | 27                         | 27                         |                         |           | 26 juillet 2010 – Gwangju | 26 juillet 2010 – Gwangju | 26 juillet 2010 – Gwangju | 26 juillet 2010 – Gwangju |
|  | RD Congo                   | RD Congo                   | 24                         | 24                         |                         |           | 26 juillet 2010 – Gwangju | 26 juillet 2010 – Gwangju | 26 juillet 2010 – Gwangju | 26 juillet 2010 – Gwangju |
|  | RD Congo                   | RD Congo                   | 24                         | 24                         | Groenland               | Groenland | 36                        | 36                        |                           |                           |
|  | 24 juillet 2010 – Gwangju  |                            |                            |                            | Groenland               | Groenland | 36                        | 36                        |                           |                           |
|  |                            |                            | Australie                  | Australie                  | 15                      | 15        |                           |                           |                           |                           |
|  | Australie                  | Australie                  | Australie                  | Australie                  | 15                      | 15        | 27                        | 27                        |                           |                           |
|  | Australie                  | Australie                  |                            |                            |                         |           |                           | 27                        |                           |                           |
|  | Hong Kong                  | Hong Kong                  | 19                         | 19                         |                         |           |                           |                           |                           |                           |
|  | Hong Kong                  | Hong Kong                  | 19                         | 19                         | Match pour la 23e place |           |                           |                           |                           |                           |
|  |                            |                            |                            |                            |                         |           |                           |                           |                           |                           |
|  | 26 juillet 2010 – Cheonan  |                            |                            |                            |                         |           |                           |                           |                           |                           |
|  | RD Congo                   | RD Congo                   | 39                         | 39                         |                         |           |                           |                           |                           |                           |
|  | RD Congo                   | RD Congo                   | 39                         | 39                         |                         |           |                           |                           |                           |                           |
|  | Hong Kong                  | Hong Kong                  | 24                         | 24                         |                         |           |                           |                           |                           |                           |
|  | Hong Kong                  | Hong Kong                  | 24                         | 24                         |                         |           |                           |                           |                           |                           |

| 24 juillet 2010 19h00 | Groenland   | 27–24   | RD Congo         | Bicgoeul Gym, Gwangju Arbitrage : Al Suwaidi, Bamutref |
| 24 juillet 2010 19h00 | N Tremel] 9 | (14–12) | Mireille Monga 6 | Bicgoeul Gym, Gwangju Arbitrage : Al Suwaidi, Bamutref |
| 24 juillet 2010 19h00 | ×3 ×1       | Rapport | ×3 ×2            | Bicgoeul Gym, Gwangju Arbitrage : Al Suwaidi, Bamutref |

| 24 juillet 2010 19h00 | Australie             | 27–19   | Hong Kong        | Université Dankook, Cheonan Affluence : 50 Arbitrage : Al Mizil, Al Mawlani |
| 24 juillet 2010 19h00 | Victoria Brunsberg 10 | (10–8)  | Sin Ying Leung 5 | Université Dankook, Cheonan Affluence : 50 Arbitrage : Al Mizil, Al Mawlani |
| 24 juillet 2010 19h00 | ×3 ×4                 | Rapport | ×2 ×1            | Université Dankook, Cheonan Affluence : 50 Arbitrage : Al Mizil, Al Mawlani |

#### Match pour la23eplace
| 26 juillet 2010 11h00 | RD Congo           | 39–24   | Hong Kong        | Université Dankook, Cheonan Affluence : 50 Arbitrage : Al Mizil, Al Mawlani |
| 26 juillet 2010 11h00 | Laetitia Laying 15 | (25–8)  | Sin Ying Leung 9 | Université Dankook, Cheonan Affluence : 50 Arbitrage : Al Mizil, Al Mawlani |
| 26 juillet 2010 11h00 | ×3 ×4              | Rapport | ×2 ×3            | Université Dankook, Cheonan Affluence : 50 Arbitrage : Al Mizil, Al Mawlani |

#### Match pour la21eplace
| 26 juillet 2010 14h30 | Groenland     | 36–15   | Australie            | Bicgoeul Gym, Gwangju Affluence : 200 Arbitrage : Lythje, Christiansen |
| 26 juillet 2010 14h30 | Ivaana Holm 8 | (19–7)  | Victoria Brunsberg 8 | Bicgoeul Gym, Gwangju Affluence : 200 Arbitrage : Lythje, Christiansen |
| 26 juillet 2010 14h30 | ×2 ×1         | Rapport | ×2                   | Bicgoeul Gym, Gwangju Affluence : 200 Arbitrage : Lythje, Christiansen |

### Tournoi pour la17eà20eplace
|  | Demi-finales de classement | Demi-finales de classement | Demi-finales de classement | Demi-finales de classement |                         |       | Match pour la 17e place   | Match pour la 17e place   | Match pour la 17e place   | Match pour la 17e place   |
|  |                            |                            |                            |                            |                         |       |                           |                           |                           |                           |
|  | 24 juillet 2010 – Gwangju  | 24 juillet 2010 – Gwangju  | 24 juillet 2010 – Gwangju  | 24 juillet 2010 – Gwangju  |                         |       | 26 juillet 2010 – Gwangju | 26 juillet 2010 – Gwangju | 26 juillet 2010 – Gwangju | 26 juillet 2010 – Gwangju |
|  | Tunisie                    | Tunisie                    | 26                         | 26                         |                         |       | 26 juillet 2010 – Gwangju | 26 juillet 2010 – Gwangju | 26 juillet 2010 – Gwangju | 26 juillet 2010 – Gwangju |
|  | Tunisie                    | Tunisie                    | 26                         | 26                         |                         |       | 26 juillet 2010 – Gwangju | 26 juillet 2010 – Gwangju | 26 juillet 2010 – Gwangju | 26 juillet 2010 – Gwangju |
|  | Chine                      | Chine                      | 29                         | 29                         |                         |       | 26 juillet 2010 – Gwangju | 26 juillet 2010 – Gwangju | 26 juillet 2010 – Gwangju | 26 juillet 2010 – Gwangju |
|  | Chine                      | Chine                      | 29                         | 29                         | Chine                   | Chine | 28                        | 28                        |                           |                           |
|  | 24 juillet 2010 – Cheonan  |                            |                            |                            | Chine                   | Chine | 28                        | 28                        |                           |                           |
|  |                            |                            | Mexique                    | Mexique                    | 22                      | 22    |                           |                           |                           |                           |
|  | Thaïlande                  | Thaïlande                  | Mexique                    | Mexique                    | 22                      | 22    | 19                        | 19                        |                           |                           |
|  | Thaïlande                  | Thaïlande                  |                            |                            |                         |       |                           | 19                        |                           |                           |
|  | Mexique                    | Mexique                    | 22                         | 22                         |                         |       |                           |                           |                           |                           |
|  | Mexique                    | Mexique                    | 22                         | 22                         | Match pour la 19e place |       |                           |                           |                           |                           |
|  |                            |                            |                            |                            |                         |       |                           |                           |                           |                           |
|  | 26 juillet 2010 – Cheonan  |                            |                            |                            |                         |       |                           |                           |                           |                           |
|  | Tunisie                    | Tunisie                    | 37                         | 37                         |                         |       |                           |                           |                           |                           |
|  | Tunisie                    | Tunisie                    | 37                         | 37                         |                         |       |                           |                           |                           |                           |
|  | Thaïlande                  | Thaïlande                  | 21                         | 21                         |                         |       |                           |                           |                           |                           |
|  | Thaïlande                  | Thaïlande                  | 21                         | 21                         |                         |       |                           |                           |                           |                           |

| 24 juillet 2010 16h45 | Tunisie              | 26–29   | Chine         | Bicgoeul Gym, Gwangju Arbitrage : Grillo, Lenci |
| 24 juillet 2010 16h45 | Elghaoui, Gherissi 7 | (11–15) | Tao Danyang 7 | Bicgoeul Gym, Gwangju Arbitrage : Grillo, Lenci |
| 24 juillet 2010 16h45 | ×3 ×4                | Rapport | ×3 ×7 ×2      | Bicgoeul Gym, Gwangju Arbitrage : Grillo, Lenci |

| 24 juillet 2010 16h45 | Thaïlande          | 19–22   | Mexique           | Université Dankook, Cheonan Affluence : 50 Arbitrage : Kupa, Mobati |
| 24 juillet 2010 16h45 | Ponpimon Boonnam 5 | (10–15) | Yesenia Salinas 8 | Université Dankook, Cheonan Affluence : 50 Arbitrage : Kupa, Mobati |
| 24 juillet 2010 16h45 | ×3 ×2              | Rapport | ×3 ×6             | Université Dankook, Cheonan Affluence : 50 Arbitrage : Kupa, Mobati |

#### Match pour la19eplace
| 26 juillet 2010 16h45 | Tunisie           | 37–21   | Thaïlande     | Université Dankook, Cheonan Affluence : 50 Arbitrage : Kim, Kim |
| 26 juillet 2010 16h45 | Elhem Gherissi 11 | (20–12) | Vanpen Sila 7 | Université Dankook, Cheonan Affluence : 50 Arbitrage : Kim, Kim |
| 26 juillet 2010 16h45 | ×1 ×5             | Rapport | ×3 ×4         | Université Dankook, Cheonan Affluence : 50 Arbitrage : Kim, Kim |

#### Match pour la17eplace
| 26 juillet 2010 16h45 | Chine    | 28–22   | Mexique           | Bicgoeul Gym, Gwangju Affluence : 500 Arbitrage : Florescu, Duta |
| 26 juillet 2010 16h45 | Li Yao 7 | (11–13) | Yesenia Salinas 8 | Bicgoeul Gym, Gwangju Affluence : 500 Arbitrage : Florescu, Duta |
| 26 juillet 2010 16h45 | ×2 ×6    | Rapport | ×3 ×4             | Bicgoeul Gym, Gwangju Affluence : 500 Arbitrage : Florescu, Duta |

### Tournoi pour la13eà16eplace
|  | Demi-finales de classement | Demi-finales de classement | Demi-finales de classement | Demi-finales de classement |                         |        | Match pour la 13e place   | Match pour la 13e place   | Match pour la 13e place   | Match pour la 13e place   |
|  |                            |                            |                            |                            |                         |        |                           |                           |                           |                           |
|  | 24 juillet 2010 – Gwangju  | 24 juillet 2010 – Gwangju  | 24 juillet 2010 – Gwangju  | 24 juillet 2010 – Gwangju  |                         |        | 26 juillet 2010 – Gwangju | 26 juillet 2010 – Gwangju | 26 juillet 2010 – Gwangju | 26 juillet 2010 – Gwangju |
|  | France                     | France                     |                            | 34                         |                         |        | 26 juillet 2010 – Gwangju | 26 juillet 2010 – Gwangju | 26 juillet 2010 – Gwangju | 26 juillet 2010 – Gwangju |
|  | France                     | France                     |                            | 34                         |                         |        | 26 juillet 2010 – Gwangju | 26 juillet 2010 – Gwangju | 26 juillet 2010 – Gwangju | 26 juillet 2010 – Gwangju |
|  | Argentine                  | Argentine                  | 23                         | 23                         |                         |        | 26 juillet 2010 – Gwangju | 26 juillet 2010 – Gwangju | 26 juillet 2010 – Gwangju | 26 juillet 2010 – Gwangju |
|  | Argentine                  | Argentine                  | 23                         | 23                         | France                  | France |                           | 30                        |                           |                           |
|  | 24 juillet 2010 – Cheonan  |                            |                            |                            | France                  | France |                           | 30                        |                           |                           |
|  |                            |                            | Angola                     | Angola                     | 28                      | 28     |                           |                           |                           |                           |
|  | Japon                      | Japon                      | Angola                     | Angola                     | 28                      | 28     | 26                        | 26                        |                           |                           |
|  | Japon                      | Japon                      |                            |                            |                         |        |                           | 26                        |                           |                           |
|  | Angola                     | Angola                     | 32                         | 32                         |                         |        |                           |                           |                           |                           |
|  | Angola                     | Angola                     | 32                         | 32                         | Match pour la 15e place |        |                           |                           |                           |                           |
|  |                            |                            |                            |                            |                         |        |                           |                           |                           |                           |
|  | 26 juillet 2010 – Cheonan  |                            |                            |                            |                         |        |                           |                           |                           |                           |
|  | Argentine                  | Argentine                  |                            | 28ap                       |                         |        |                           |                           |                           |                           |
|  | Argentine                  | Argentine                  |                            | 28ap                       |                         |        |                           |                           |                           |                           |
|  | Japon                      | Japon                      | 27                         | 27                         |                         |        |                           |                           |                           |                           |
|  | Japon                      | Japon                      | 27                         | 27                         |                         |        |                           |                           |                           |                           |

| 24 juillet 2010 14h30 | France          | 34–23   | Argentine          | Bicgoeul Gym, Gwangju Arbitrage : Badura, Ondogrecula |
| 24 juillet 2010 14h30 | Élodie Manach 7 | (19–13) | Salvado, Mendoza 6 | Bicgoeul Gym, Gwangju Arbitrage : Badura, Ondogrecula |
| 24 juillet 2010 14h30 | ×3              | Rapport | ×3 ×2              | Bicgoeul Gym, Gwangju Arbitrage : Badura, Ondogrecula |

| 24 juillet 2010 14h00 | Japon             | 26–32   | Angola           | Université Dankook, Cheonan Arbitrage : Elsayed, Zidan |
| 24 juillet 2010 14h00 | Hara, Matsumura 6 | (14–15) | Magda Cazanga 11 | Université Dankook, Cheonan Arbitrage : Elsayed, Zidan |
| 24 juillet 2010 14h00 | ×3 ×2             | Rapport | ×3               | Université Dankook, Cheonan Arbitrage : Elsayed, Zidan |

#### Match pour la15eplace
| 26 juillet 2010 19h00 | Argentine           | 28–27   | Japon        | Université Dankook, Cheonan Affluence : 50 Arbitrage : Elsayed, Zidan |
| 26 juillet 2010 19h00 | Mendoza, Crivelli 9 | (12–11) | Ayumi Inui 6 | Université Dankook, Cheonan Affluence : 50 Arbitrage : Elsayed, Zidan |
| 26 juillet 2010 19h00 | ×3 ×4               | Rapport | ×3 ×4        | Université Dankook, Cheonan Affluence : 50 Arbitrage : Elsayed, Zidan |

#### Match pour la13eplace
| 26 juillet 2010 19h00 | France            | 30–28   | Angola                    | Bicgoeul Gym, Gwangju Arbitrage : Al Suwaidi, Bamutref |
| 26 juillet 2010 19h00 | Marie Prudhomme 6 | (16–15) | Santos, Carlos, Cazanga 5 | Bicgoeul Gym, Gwangju Arbitrage : Al Suwaidi, Bamutref |
| 26 juillet 2010 19h00 | ×2 ×3 ×1          | Rapport | ×2 ×3                     | Bicgoeul Gym, Gwangju Arbitrage : Al Suwaidi, Bamutref |

## Matchs de classement

### Match pour la11eplace
| 29 juillet 2010 12h15 | Croatie          | 35–26   | Brésil           | Yeomju Gymnasium, Gwangju Affluence : 100 Arbitrage : Al Suwaidi, Bamutref |
| 29 juillet 2010 12h15 | Katarina Ježić 9 | (13–8)  | Karoline Souza 8 | Yeomju Gymnasium, Gwangju Affluence : 100 Arbitrage : Al Suwaidi, Bamutref |
| 29 juillet 2010 12h15 | ×3               | Rapport | ×3 ×1            | Yeomju Gymnasium, Gwangju Affluence : 100 Arbitrage : Al Suwaidi, Bamutref |

### Match pour la9eplace
| 29 juillet 2010 14h30 | Serbie           | 32–26   | Espagne               | Yeomju Gymnasium, Gwangju Affluence : 400 Arbitrage : Grillo, Lenci |
| 29 juillet 2010 14h30 | Zeljka Nikolic 7 | (17–13) | Marta López Herrero 8 | Yeomju Gymnasium, Gwangju Affluence : 400 Arbitrage : Grillo, Lenci |
| 29 juillet 2010 14h30 | ×3 ×1            | Rapport | ×3 ×1                 | Yeomju Gymnasium, Gwangju Affluence : 400 Arbitrage : Grillo, Lenci |

### Match pour la7eplace
| 29 juillet 2010 16h45 | Allemagne       | 31–30   | Suède             | Yeomju Gymnasium, Gwangju Affluence : 300 Arbitrage : Carmen, Duta |
| 29 juillet 2010 16h45 | Marlene Zapf 10 | (16–16) | Nathalie Hagman 9 | Yeomju Gymnasium, Gwangju Affluence : 300 Arbitrage : Carmen, Duta |
| 29 juillet 2010 16h45 | ×3              | Rapport | ×2                | Yeomju Gymnasium, Gwangju Affluence : 300 Arbitrage : Carmen, Duta |

### Match pour la5eplace
| 29 juillet 2010 19h00 | Pays-Bas       | 28–29   | Hongrie        | Yeomju Gymnasium, Gwangju Affluence : 400 Arbitrage : Badura, Ondogrecula |
| 29 juillet 2010 19h00 | Kramer, Bont 7 | (17–13) | Dóra Hornyák 7 | Yeomju Gymnasium, Gwangju Affluence : 400 Arbitrage : Badura, Ondogrecula |
| 29 juillet 2010 19h00 | ×3 ×4          | Rapport | ×3 ×9          | Yeomju Gymnasium, Gwangju Affluence : 400 Arbitrage : Badura, Ondogrecula |

## Phase finale
|  | Demi-finales            | Demi-finales            | Demi-finales            | Demi-finales            |                               |        | Finale                  | Finale                  | Finale                  | Finale                  |
|  |                         |                         |                         |                         |                               |        |                         |                         |                         |                         |
|  | 29 juillet 2010 – Séoul | 29 juillet 2010 – Séoul | 29 juillet 2010 – Séoul | 29 juillet 2010 – Séoul |                               |        | 31 juillet 2010 – Séoul | 31 juillet 2010 – Séoul | 31 juillet 2010 – Séoul | 31 juillet 2010 – Séoul |
|  | Corée du Sud            | Corée du Sud            | 26                      | 26                      |                               |        | 31 juillet 2010 – Séoul | 31 juillet 2010 – Séoul | 31 juillet 2010 – Séoul | 31 juillet 2010 – Séoul |
|  | Corée du Sud            | Corée du Sud            | 26                      | 26                      |                               |        | 31 juillet 2010 – Séoul | 31 juillet 2010 – Séoul | 31 juillet 2010 – Séoul | 31 juillet 2010 – Séoul |
|  | Russie                  | Russie                  | 30                      | 30                      |                               |        | 31 juillet 2010 – Séoul | 31 juillet 2010 – Séoul | 31 juillet 2010 – Séoul | 31 juillet 2010 – Séoul |
|  | Russie                  | Russie                  | 30                      | 30                      | Russie                        | Russie | 21                      | 21                      |                         |                         |
|  | 29 juillet 2010 – Séoul |                         |                         |                         | Russie                        | Russie | 21                      | 21                      |                         |                         |
|  |                         |                         | Norvège                 | Norvège                 | 30                            | 30     |                         |                         |                         |                         |
|  | Monténégro              | Monténégro              | Norvège                 | Norvège                 | 30                            | 30     | 16                      | 16                      |                         |                         |
|  | Monténégro              | Monténégro              |                         |                         |                               |        |                         | 16                      |                         |                         |
|  | Norvège                 | Norvège                 | 26                      | 26                      |                               |        |                         |                         |                         |                         |
|  | Norvège                 | Norvège                 | 26                      | 26                      | Match pour la troisième place |        |                         |                         |                         |                         |
|  |                         |                         |                         |                         |                               |        |                         |                         |                         |                         |
|  | 31 juillet 2010 – Séoul |                         |                         |                         |                               |        |                         |                         |                         |                         |
|  | Corée du Sud            | Corée du Sud            | 23                      | 23                      |                               |        |                         |                         |                         |                         |
|  | Corée du Sud            | Corée du Sud            | 23                      | 23                      |                               |        |                         |                         |                         |                         |
|  | Monténégro              | Monténégro              | 24                      | 24                      |                               |        |                         |                         |                         |                         |
|  | Monténégro              | Monténégro              | 24                      | 24                      |                               |        |                         |                         |                         |                         |

### Demi-finales
| 29 juillet 2010 14h00 | Corée du Sud | 26–30   | Russie              | Hwa-Jung Tiger Hall, Séoul Affluence : 2 500 Arbitrage : Coulibaly, Diabate |
| 29 juillet 2010 14h00 | Lee, Ryu 8   | (14–17) | Tatiana Khmirova 10 | Hwa-Jung Tiger Hall, Séoul Affluence : 2 500 Arbitrage : Coulibaly, Diabate |
| 29 juillet 2010 14h00 | ×3 ×2        | Rapport | ×1 ×6               | Hwa-Jung Tiger Hall, Séoul Affluence : 2 500 Arbitrage : Coulibaly, Diabate |

| 29 juillet 2010 16h30 | Monténégro        | 16–26   | Norvège      | Hwa-Jung Tiger Hall, Séoul Affluence : 450 Arbitrage : Al Marzouqi, Al Nuaimi |
| 29 juillet 2010 16h30 | Milena Knežević 5 | (10–11) | Nora Mørk 11 | Hwa-Jung Tiger Hall, Séoul Affluence : 450 Arbitrage : Al Marzouqi, Al Nuaimi |
| 29 juillet 2010 16h30 | ×3 ×4             | Rapport | ×3 ×2        | Hwa-Jung Tiger Hall, Séoul Affluence : 450 Arbitrage : Al Marzouqi, Al Nuaimi |

### Match pour la3eplace
| 31 juillet 2010 14h00 | Corée du Sud   | 23–24   | Monténégro        | Hwa-Jung Tiger Hall, Séoul Affluence : 3 000 Arbitrage : Lythje, Christiansen |
| 31 juillet 2010 14h00 | Ryu Eun-hee 10 | (10–12) | Milena Knežević 9 | Hwa-Jung Tiger Hall, Séoul Affluence : 3 000 Arbitrage : Lythje, Christiansen |
| 31 juillet 2010 14h00 | ×3 ×2          | Rapport | ×3                | Hwa-Jung Tiger Hall, Séoul Affluence : 3 000 Arbitrage : Lythje, Christiansen |

### Finale
| 31 juillet 2010 16h30 | Russie     | 21–30   | Norvège   | Hwa-Jung Tiger Hall, Séoul Affluence : 2 500 Arbitrage : Nachevski, Nikolov |
| 31 juillet 2010 16h30 | Nikitina 5 | (11–14) | Oftedal 7 | Hwa-Jung Tiger Hall, Séoul Affluence : 2 500 Arbitrage : Nachevski, Nikolov |
| 31 juillet 2010 16h30 | ×3 ×4      | Rapport | ×3 ×1     | Hwa-Jung Tiger Hall, Séoul Affluence : 2 500 Arbitrage : Nachevski, Nikolov |

## Classement final
| Rang                      | Nation       | G | N | P | Bp  | Bc  |
| ------------------------- | ------------ | - | - | - | --- | --- |
| Médaille d'or, monde      | Norvège      | 9 | 0 | 1 | 321 | 232 |
| Médaille d'argent, monde  | Russie       | 8 | 0 | 2 | 319 | 234 |
| Médaille de bronze, monde | Monténégro   | 8 | 0 | 2 | 262 | 215 |
| 4                         | Corée du Sud | 8 | 0 | 2 | 317 | 263 |
| 5                         | Hongrie      | 6 | 1 | 2 | 276 | 185 |
| 6                         | Pays-Bas     | 5 | 1 | 3 | 296 | 259 |
| 7                         | Allemagne    | 5 | 1 | 3 | 254 | 232 |
| 8                         | Suède        | 5 | 0 | 4 | 261 | 196 |
| 9                         | Serbie       | 5 | 0 | 4 | 293 | 254 |
| 10                        | Espagne      | 4 | 1 | 4 | 232 | 214 |
| 11                        | Croatie      | 4 | 1 | 4 | 261 | 235 |
| 12                        | Brésil       | 3 | 2 | 4 | 272 | 237 |
| 13                        | France       | 4 | 1 | 2 | 209 | 164 |
| 14                        | Angola       | 3 | 0 | 4 | 196 | 180 |
| 15                        | Argentine    | 2 | 1 | 4 | 198 | 206 |
| 16                        | Japon        | 2 | 1 | 4 | 178 | 160 |
| 17                        | Chine        | 3 | 0 | 4 | 168 | 204 |
| 18                        | Mexique      | 2 | 0 | 5 | 137 | 197 |
| 19                        | Tunisie      | 2 | 0 | 5 | 205 | 226 |
| 20                        | Thaïlande    | 1 | 0 | 6 | 137 | 228 |
| 21                        | Groenland    | 2 | 0 | 5 | 148 | 237 |
| 22                        | Australie    | 1 | 0 | 6 | 121 | 275 |
| 23                        | RD Congo     | 1 | 0 | 6 | 164 | 233 |
| 24                        | Hong Kong    | 0 | 0 | 7 | 98  | 257 |

### Équipe-type
L'équipe-type, déterminée par les sélectionneurs et des experts de l'IHF, est :
- Meilleure joueuse:  Lee Eun-bi (KOR)
- Meilleure gardienne de but :  Marina Vukčević (MNE)
- Meilleure ailière gauche :  Sanna Solberg (NOR)
- Meilleure arrière gauche :  Milena Knežević (MNE)
- Meilleure pivot :  Ksenia Makeeva (RUS)
- Meilleure demi-centre :  Stine Bredal Oftedal (NOR)
- Meilleure arrière droite :  Tatiana Khmirova  (RUS)
- Meilleure ailière droite :  Kim Seon-hwa (KOR)

### Meilleures gardiennes de but
Les meilleures gardiennes de but sont :
| Rang | Joueuse            | Nation       | Arrêts | Tir | %     |
| ---- | ------------------ | ------------ | ------ | --- | ----- |
| 1    | Jessica Oliveira   | Brésil       | 127    | 325 | 39.1% |
| 2    | Marta Žderić       | Croatie      | 122    | 314 | 38.9% |
| 3    | Nele Kurzke        | Allemagne    | 93     | 285 | 32.6% |
| 4    | Marina Vukčević    | Monténégro   | 85     | 220 | 38.6% |
| 5    | Guro Rundbråten    | Norvège      | 82     | 198 | 41.4% |
| 6    | Shuk Yee Wong      | Hong Kong    | 80     | 301 | 26.6% |
| 7    | Marija Colic       | Serbie       | 75     | 213 | 35.2% |
| 8    | Preeyanut Bureeruk | Thaïlande    | 73     | 266 | 27.4% |
| 9    | Elena Fomina       | Russie       | 71     | 194 | 36.6% |
| 9    | Sori Park          | Corée du Sud | 71     | 260 | 27.3% |

### Meilleures buteuses
Les meilleures buteuses sont :
| Rang | Joueuse               | Nation       | Buts | Tir | %     |
| ---- | --------------------- | ------------ | ---- | --- | ----- |
| 1    | Nathalie Hagman       | Suède        | 75   | 96  | 78.1% |
| 2    | Laura van den Heijden | Pays-Bas     | 72   | 109 | 66.1% |
| 3    | Ryu Eun-hee           | Corée du Sud | 63   | 109 | 57.8% |
| 4    | Milena Knežević       | Monténégro   | 62   | 124 | 50.0% |
| 5    | Jelena Živković       | Serbie       | 59   | 103 | 57.3% |
| 6    | Lee Eun-bi            | Corée du Sud | 58   | 87  | 66.7% |
| 7    | Tatiana Khmirova      | Russie       | 55   | 80  | 68.8% |
| 7    | Luciana Mendoza       | Argentine    | 55   | 87  | 63.2% |
| 9    | Marta Lopez           | Espagne      | 52   | 91  | 57.1% |
| 10   | Ana Martinez          | Espagne      | 49   | 92  | 53.3% |

## Efffectifs des équipes sur le podium
L'effectif de la Norvège, championne du monde, était : Silje Solberg, Christine Homme, Veronica Kristiansen, Hanna Yttereng, Mai Marcussen, Stine Bredal Oftedal, Mari Molid, Maja Jakobsen, Sanna Solberg, Nora Mørk, Guro Rundbråten, Silje Katrine Svendsen, Ellen Marie Folkvord, Hilde Kamperud, Kristin Nørstebø, Susann Iren Hall.